# Basse vallée de la Gartempe
Basse vallée de la Gartempe este o arie protejată (sit de importanță comunitară — SCI) din Franța întinsă pe o suprafață de 674 ha, integral pe uscat.

## Localizare
Centrul sitului Basse vallée de la Gartempe este situat la coordonatele 46°40′00″N 0°49′51″E / 46.66667°N 0.83083°E.

## Înființare
Situl Basse vallée de la Gartempe a fost declarat arie specială de conservare în baza directivei 92/43 din 1992 referitoare la conservarea habitatelor naturale și a faunei și florei sălbatice pentru a proteja 21 de specii de animale.

## Biodiversitate
Situată în ecoregiunea atlantică, aria protejată conține 8 habitate naturale: Peșteri inaccesibile publicului, Cursuri de apă de la nivel de câmpie la nivel montan, cu vegetație Ranunculion fluitantis și Callitricho-Batrachion, Râuri cu maluri nămoloase cu vegetație de Chenopodion rubri p.p. și Bidention p.p., Păduri aluvionare cu Alnus glutinosa și Fraxinus excelsior (Alno-Padion, Alnion incanae, Salicion albae), Pajiști uscate seminaturale și facies de acoperire cu tufișuri pe substraturi calcaroase (Festuco-Brometalia) (* situri importante pentru orhidee), Mlaștini alcaline, Pajiști carstice calcaroase sau bazofile, de Alysso-Sedion albi, Pante stâncoase calcaroase cu vegetație casmofită.
La baza desemnării sitului se află mai multe specii protejate:
- amfibieni (1): triton cu creastă (Triturus cristatus)
- mamifere (10): liliac cârn (Barbastella barbastellus), castor (Castor fiber), vidră de râu (Lutra lutra), liliac cu aripi lungi (Miniopterus schreibersii), liliac cu urechi mari (Myotis bechsteinii), liliac cărămiziu (Myotis emarginatus), liliac comun (Myotis myotis), liliacul mediteranean cu potcoavă (Rhinolophus euryale), liliacul mare cu potcoavă (Rhinolophus ferrumequinum), liliacul mic cu potcoavă (Rhinolophus hipposideros)
- nevertebrate (4): Gomphus graslinii, rădașcă (Lucanus cervus), Oxygastra curtisii, Unio crassus
- pești (5): zglăvoacă (Cottus gobio), Cottus perifretum, Petromyzon marinus, boarță (Rhodeus amarus), somonul (Salmo salar)
- reptile (1): țestoasa de baltă (Emys orbicularis)

Pe lângă speciile protejate, pe teritoriul sitului au mai fost identificate 7 specii de plante, 9 specii de păsări, 4 specii de amfibieni, 10 specii de mamifere, 2 specii de nevertebrate, 1 specie de pești, 3 specii de reptile.